# Borromäusverein
Der Borromäusverein ist eine 1845 gegründete katholische Medieneinrichtung mit Sitz in Bonn. Der Verein ist benannt nach dem italienischen Theologen Karl Borromäus. Im Auftrag mehrerer Diözesen unterstützt er insbesondere Katholische Büchereien durch Medienempfehlungen, Leseförderung sowie Aus- und Weiterbildung.
Dem Borromäusverein gehören 15 deutsche Diözesen außerhalb Bayerns und Ostdeutschlands als Mitglieder an. Er ist Dienstleister für etwa 2500 katholische Büchereien und betreibt für diese zentral unter dem Markennamen Libell-e.de, hinter dem die Onleihe steht, die Online-Ausleihe digitaler Medien. Bezuschusst wird er von der Deutschen Bischofskonferenz. Als Ziel hat sich der Verein die Förderung des Lesens guter Bücher bei Menschen aller Altersgruppen gesetzt.
Der Sankt Michaelsbund übernimmt in Bayern ähnliche, zudem auch darüber hinausgehende Aufgaben der katholischen Medienarbeit.

## Anfangsjahre
Gegründet wurde der Borromäusverein 1845 in der damals preußischen Rheinprovinz mit dem Ziel der „Belebung christlicher Gesinnung“ und der „Verbreitung guter Schriften“. Er war dem Erzbischof von Köln unterstellt und hatte von Beginn an seinen Hauptsitz in Bonn. Besonders der Jurist und Zentrumspolitiker August Reichensperger engagierte sich für den Verein, dessen Ziel eine breite Volksbildung war. Dazu wurden Ortsvereine gegründet, deren zahlende Mitglieder in der Vereinsbibliothek kostenlos Bücher entleihen konnten. Bis 1895 wurden 1712 Ortsvereine gegründet. Ab 1900 wurden die Borromäusbüchereien auch Nichtmitgliedern zugänglich gemacht.

## Umstrukturierungen seit 2005
Auf Grund des Status als gemeinnützige Einrichtung begann eine Trennung der ideellen und wirtschaftlichen Dienstleistungen. 2005 wurde der Logistikbereich von einem externen Dienstleister übernommen. Insgesamt 30 Mitarbeiter mussten entlassen werden. Die wirtschaftlichen Geschäftsbereiche des Verkaufs- und Beratungsgeschäfts insbesondere für katholische öffentliche Büchereien – üblicherweise mit der Abkürzung KÖB bezeichnet – wurden 2009 zusammen mit 25 Mitarbeitern durch Gründung der borro medien gmbh ausgelagert. Im Verein waren damit noch sechs Mitarbeiter beschäftigt. Alleiniger Gesellschafter der GmbH blieb der Borromäusverein. Doch bereits zwei Jahre später muss die borro medien gmbh aus wirtschaftlichen Gründen an die Bonifatius GmbH verkauft werden. Die Zusammenarbeit von Verein und GmbH im Bonner Borromäushaus blieb erhalten. Die Mitarbeiterzahl des Vereins wurde von sechs auf neun Personen erhöht, um weiterhin Medienempfehlungen und Bildungsangebote für Büchereimitarbeiter koordinieren zu können. Die Zusammenarbeit mit dem Sankt Michaelsbund in diesem Bereich blieb erhalten. Ende 2016 wurde der Kooperationsvertrag über die bibliothekarischen Dienstleistungen für die Büchereien mit der borro medien gmbh gekündigt und ab 2017 ein neuer Vertrag mit der ekz.bibliotheksservice GmbH geschlossen.

## Einrichtungen

### Das Borromäushaus
1912–13 wurde am Bonner Wittelsbacherring das Borromäushaus erbaut. Dieses entstand aus dem Wunsch, die erstmals 1911 angebotenen Bibliothekarstage statt wie bisher im Bonner Bürgersaal und der Universität in eigenen Räumlichkeiten anbieten zu können. 2011 musste das Haus verkauft werden. Der Verein blieb als Mieter in den Räumlichkeiten. Das Borromäushaus steht als Baudenkmal unter Denkmalschutz.

### Bibliothekarsschule und Fachhochschule
1921 wurde eine Bibliothekarsschule eröffnet. Während der Zeit des Nationalsozialismus musste die Schule geschlossen werden. 1984 wurde sie in eine Fachhochschule für das öffentliche Bibliothekswesen umgewandelt, der Borromäusverein musste diese jedoch 2003 schließen.

### Rezensionen
Die Empfehlung von Büchern erfolgt vor allem über eine Besprechungszeitschrift. 1903 wurde diese erstmals unter dem Namen Borromäusblätter verteilt, 1906 in Bücherwelt und später in das neue buch umbenannt. Ab 1974 wird die Zeitschrift in Kooperation mit dem für die bayerischen katholischen Büchereien zuständigen Sankt Michaelsbund unter dem Namen das neue Buch/Buchprofile herausgegeben. Um auch ein Forum für andere Medien zu bieten, erscheint die Zeitschrift seit 1999 unter dem Namen Medienprofile.

### Projekte zur Leseförderung
Der Verein entwickelte Anfang des Jahrtausends mehrere Programme zur Förderung des Lesens im Kinder- und Jugendalter. Die Angebote Ich bin Bibfit und der Lesekoffer richten sich dabei an Kindergärten und Büchereien. Das Angebot „Wir sind LeseHelden“ ist ein Leseförderprogramm des Borromäusvereins im Programm „Kultur macht stark. Bündnisse für Bildung“ des Bundesministeriums für Bildung und Forschung (BMBF). Das Ministerium fördert zwischen 2018 und 2022 bundesweit vielfältige Angebote für bildungsbenachteiligte Kinder und Jugendliche zwischen 3 und 18 Jahren zur Verbesserung der Bildungschancen und zur kulturellen Teilhabe an der Gesellschaft.
Über eine Art Gütesiegel werden seit 2009 mit der Auszeichnung „bv. – Besondere Empfehlung“ monatliche Medienempfehlungen im Bereich religiöses Kinderbuch, Erstlesebuch, Roman und Sachbuch vergeben.
Mit dem Erstlesebuch des Monats zeichnet der Verein ein  Kinderbuch aus, das sich inhaltlich und gestalterisch aus der Masse des Erstleseangebots abhebt und einen wichtigen Beitrag zur Leseförderung leisten kann.